# Gustav Adolf Wayss
Gustav Adolf Wayss est un ingénieur civil allemand, pionnier en Allemagne dans la réalisation des structures en béton armé et précontraint, fondateur de l'entreprise Wayss & Freytag, né le 16 octobre 1851 à Erbach (Bade-Wurtemberg), et mort le 19 août 1917  à Waidhofen an der Ybbs, Basse-Autriche.

## Biographie
Fils d'entrepreneur, il a suivi les cours de la Technische Hochschule de Stuttgart et travaille pour le service royal des travaux publics du Wurtemberg.
Maître d'œuvre en Autriche, il participe à la construction du tunnel du Gothard. Wayss fonde à Francfort la société Diss & Wayss qui réalise, entre autres, des galeries en béton et des tranchées imperméables.
Au cours d'un voyage d'études à Paris, il rencontre le pionnier français du « ciment armé », Joseph Monier, et se convainc des possibilités ouvertes par ce nouveau matériau de construction : en 1885, il acquiert les sociétés Freytag & Heidschuch, à Neustadt-an-der-Haardt, et Mart Stein & Josseaux, à Offenbach-am-Main, qui exploitent les brevets Monier sur le ciment armé pour le nord de l'Allemagne, et développe les applications du ciment armé dans son entreprise G.A. Wayss & Cie. Il propose à Matthias Koenen, alors responsable de la construction du palais du Reichstag, d'utiliser le béton armé pour la construction des planchers en arguant de la résistance de ce matériau au feu.
Pour connaître le comportement du ciment et du fer dans le ciment armé, et permettre d'établir les règles d'utilisation en étudiant le fonctionnement des interactions entre le fer et le ciment, Gustav Adolf Wayss se lance dans un programme d'épreuves de chargement auquel il associe des experts de renom, comme Matthias Koenen. Ces tests lui ont permis de montrer que dans le ciment armé, le béton doit reprendre la compression et le fer doit se situer dans la zone en traction du béton. Il a également recherché à établir les règles de dimensionnement d'une section transversale de poutre en ciment armé. Les conclusions de ces études sont publiées en 1887 dans le livre  Das System Monier, Eisengerippe mit Zementumhüllung (Le système Monier, ossature en fer enrobé de ciment). Cette publication a permis le développement du ciment armé dans les pays de langue allemande.
À la suite de la démission de Diss en 1889, il a créé avec Matthias Koenen  la société Actien-Gesellschaft für Monierbauten vormals G.A. Wayss & Co, anciennement G.A. Wayss & Co., qui est devenue plus tard Beton- und Monierbau A-G, quand il a pris sa retraite en 1893.
En 1890, il a acheté à Conrad Freytag la société Freytag & Heidschuch qui avait acquis en 1884 les droits sur les brevets de Joseph Monier pour le sud de l'Allemagne. Après la mort de Heidschuch en 1891, Gustav Freytag a fondé en 1893 Wayss & Freytag oHG qui a construit des bâtiments d'avant-garde en Europe et à l'étranger avec la nouvelle technologie. En 1903, Wayss s'est installé à Vienne, d'où il a dirigé la société G.A. Wayss & Cie et où il a fondé l'entreprise k.u.k.Baurat.

## Publication
- Das System Monier (Eisengerippe mit Zementumhüllung) in seiner Anwendung auf das gesamte Bauwesen (Le système Monier (ossature en fer enrobée de ciment) dans son application à l'industrie de la construction), 1887